# Scytinostroma protrusum
Scytinostroma protrusum är en svampart som först beskrevs av Edward Angus Burt, och fick sitt nu gällande namn av Nakasone 1988. Scytinostroma protrusum ingår i släktet Scytinostroma och familjen Lachnocladiaceae.   Inga underarter finns listade i Catalogue of Life.